# 爱尔兰共产党
爱尔兰共产党（英語：Communist Party of Ireland），简称爱共（CPI），是爱尔兰的一个共产主义政党。
该党的历史可追溯至1904年成立的爱尔兰社会党。1921年，爱尔兰社会党改名为爱尔兰共产党，并加入共产国际，直至1924年解散。1933年，爱尔兰共产党重建。1941年，爱尔兰共产党再次停止活动，但是，该党在北爱尔兰的成员建立北爱尔兰共产党，继续活动。1948年，爱尔兰共和国的原爱共成员建立爱尔兰工人联盟；1962年，改称爱尔兰工人党；1970年，它与北爱尔兰共产党合并为爱尔兰共产党。
20世纪前期，爱尔兰共产党受到国内由天主教势力主导的政治氛围压制，其总部曾被保守分子烧毁。西班牙内战期间，该党派遣志愿者参加国际纵队。1960年代开始，爱尔兰共产党的力量一度稳步增长；但到1980年代末，党员数量急剧下降；1990年代，该党进行重组，并继续活动。
2021年1月，曾长期支持该党的青年组织康诺利青年运动与该党决裂。2022年，该党发生分裂，以欧因·奥·穆尔胡为首的一派另建“爱尔兰共产党（Irish Communist Party）”。
该党的目标是争取大多数爱尔兰人的支持，进而废除资本主义制度，建立社会主义制度。该党坚定支持古巴。
该党出版刊物《团结》（在贝尔法斯特发行）和《社会主义之声》（在都柏林发行）。该党在科克、戈尔韦等地设有支部。
尽管该党是注册政党，但它基本不参加选举，不过它在工会和北爱尔兰民权团体中有一定的影响力。。